# Belly boat

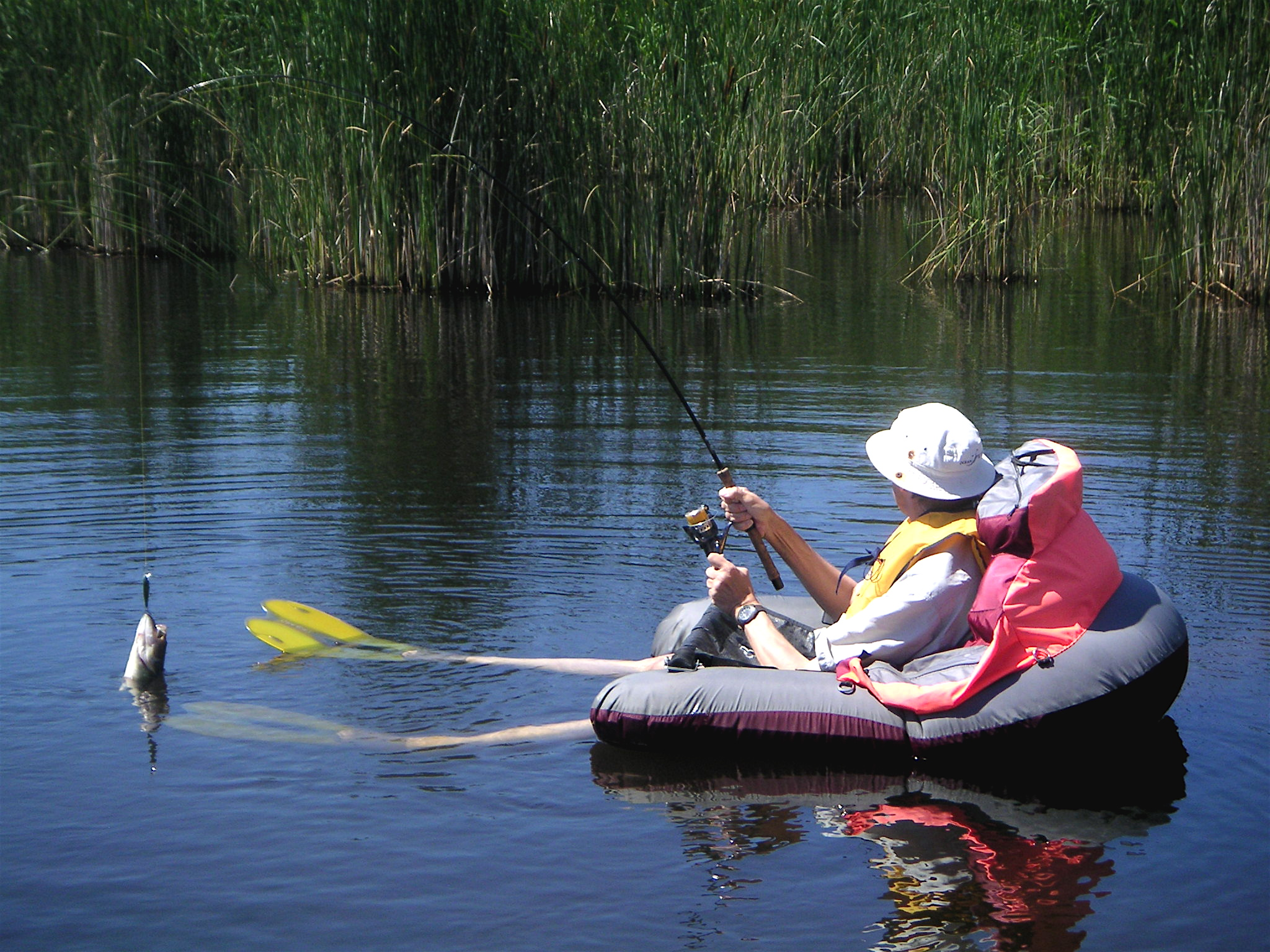
Lov z belly boatu

Belly boat je malé rybářské plavidlo. V podstatě jde o nafukovací křeslo, které rybář pohání ploutvemi připevněnými na nohách. Na nohách může mít pro větší komfort kromě ploutví i brodicí kalhoty (prsačky).
Belly boat se využívá především při lovu přívlačí, kdy lze lovit i v místech, která jsou pro lov ze břehu nedostupná kvůli vegetaci. Lze jej využít jak na řekách, tak na rybnících. Belly boaty jsou buď ve tvaru písmene „U“, „V“ nebo kruhové. Standardní belly boat se skládá z nafouknutého měchýře, uvnitř šitého krytu poskytujícího sedadlo, rezervních vzduchových komor a odkládací kapsy.
Na revírech Českého rybářského svazu je belly boat považován za stejné plavidlo jako například nafukovací člun nebo pramice. Platí tak pro něj stejná pravidla. Lov je povolen pouze na rybářských revírech, kde je výslovně povolen lov z plavidel.